# Пружанка
Пружанка (біл. вёска Пружанка) — село в складі Березинського району Мінської області, Білорусь. Село підпорядковане Березинській сільській раді, розташоване в східній частині області.